# (6100) Kunitomoikkansai
(6100) Kunitomoikkansai ist ein Asteroid des Hauptgürtels, der am 9. November 1991 vom japanischen Astronomen Atsushi Sugie am Dynic Astronomical Observatory (IAU-Code 402) in Japan entdeckt wurde.
Benannt wurde er am 8. Dezember 1998 nach dem japanischen Waffenschmied und Erfinder der Edo-Zeit Kunitomo Ikkansai (1778–1840), der im Zuge des Rangaku westliche Technik studierte und 1831 ein Gregory-Teleskop nachbaute, dessen 60-fache Vergrößerung ihm erlaubte, detaillierte Beobachtungen von Sonnenflecken und der Topografie des Mondes durchzuführen.